# Museu de Arqueologia Bíblica Paulo Bork
O Museu de Arqueologia Bíblica Paulo Bork está localizado no campus de Engenheiro Coelho do Centro Universitário Adventista de São Paulo (UNASP) e foi fundado em 14 de maio de 2000.